# Bubbelkammare

En bubbelkammare.

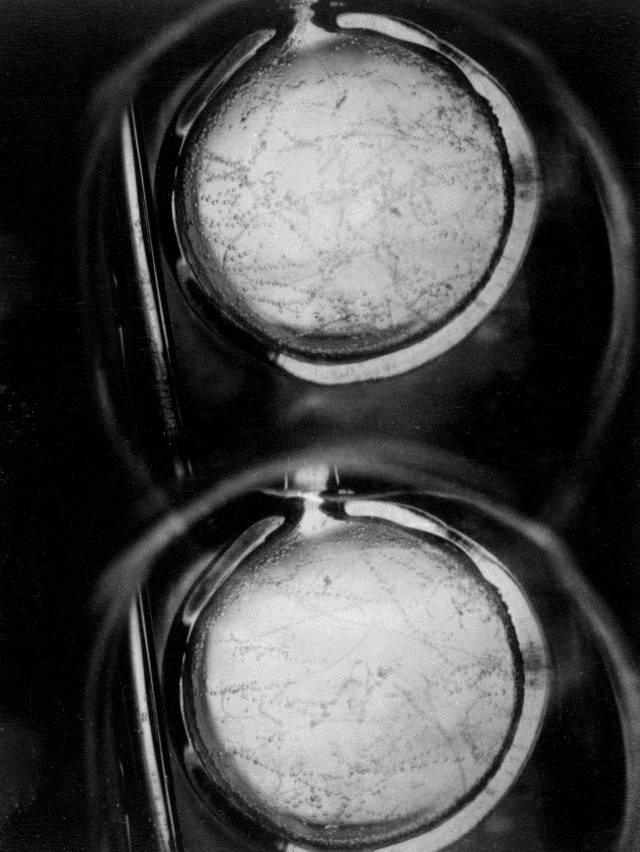
Första spåret observerat i en flytande vätebubbelkammare år 1954.

En bubbelkammare är ett kärl fyllt med en genomskinlig vätska (oftast flytande väte) som är överhettad (dvs vid en temperatur strax över kokpunkten). Den används för att upptäcka elektriskt laddade partiklar som färdas genom den. Bubbelkammaren uppfanns år 1952 av Donald A. Glaser, som 1960 fick nobelpriset i fysik.
En anekdot påstår att Glaser blev inspirerad av bubblorna i ett glas öl. I en intervju år 2006 nekade han dock att han kom på det med hjälp av ölen, även om han experimenterade med öl som vätska i tidiga versioner av sin kammare.

## Funktion och användning
Bubbelkammaren liknar Wilsonkammaren i användning och konstruktion. Den fungerar så att en stor cylinder är fylld med vätska som är precis under sin kokpunkt. När partiklarna kommer in i kammaren minskas trycket plötsligt med hjälp av en kolv, varvid vätskan övergår till en överhettad, instabil fas. De laddade partiklarna skapar joniserade banor, kring vilka vätskan kokar. Detta medför att det bildas mikroskopiska bubblor. Mängden bubblor runt en bana är proportionell mot partikelns energiförlust.
Bubblorna växer i storlek när kammaren expanderar, tills de är stora nog att bli sedda eller fotograferade. Flera kameror finns monterade runt kammaren för att ge en tredimensionell bild av händelsen.
Hela kammaren är omgiven av ett konstant magnetfält vilket får de laddade partiklarna att färdas i spiralbanor med radierna proportionella mot förhållandet mellan partiklarnas laddning och massa.